# Alma (finnische Sängerin)

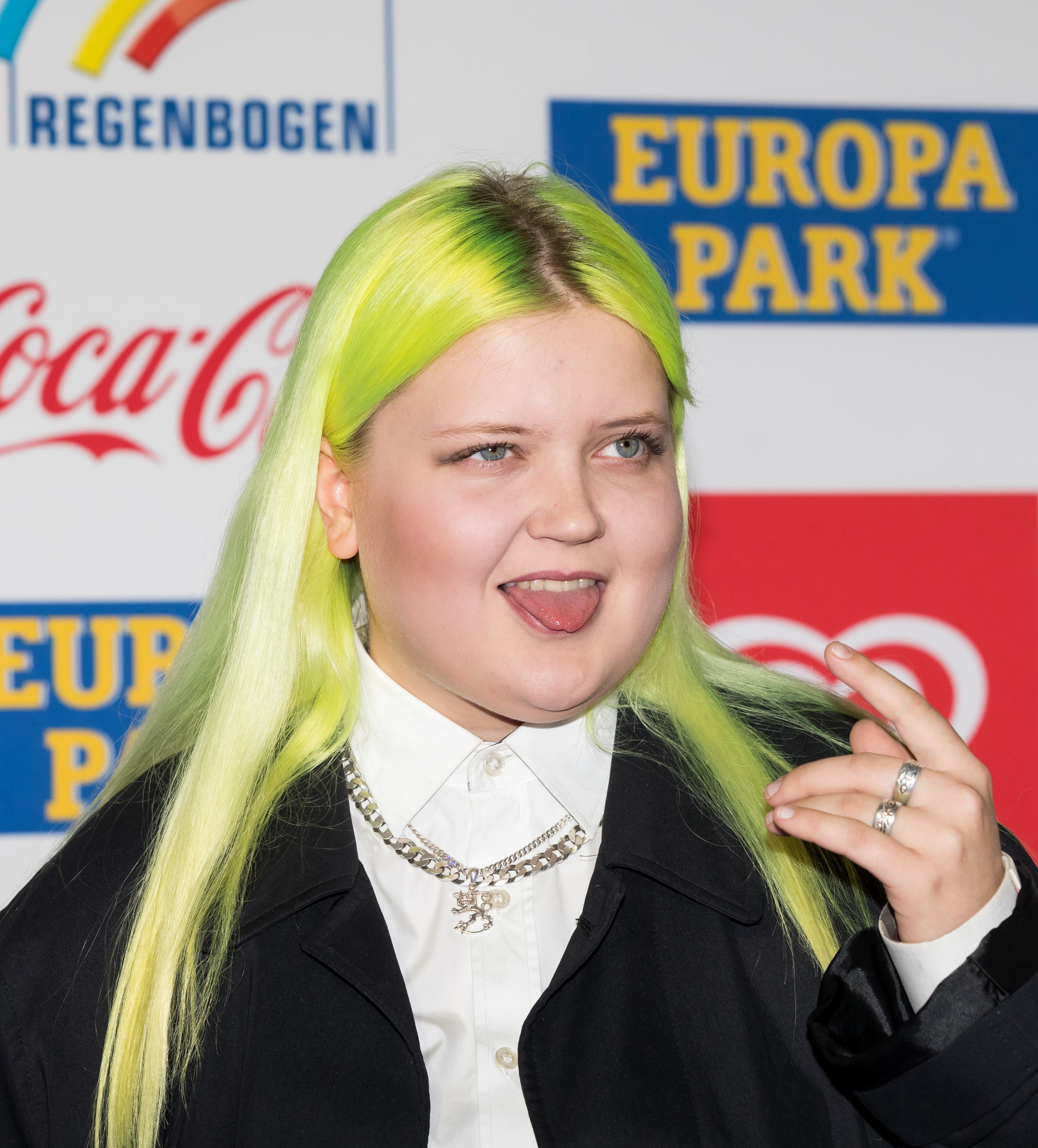
Alma (2018)

Alma-Sofia Miettinen (* 17. Januar 1996 in Kuopio) ist eine finnische Musikerin, Sängerin und Songwriterin aus dem Genre Elektropop.

## Leben
Erste Bekanntheit in der Musik erlangte sie durch den finnischen Ableger von Pop Idol, dabei belegte sie im Jahr 2013 den fünften Platz. Nach der Sendung fungierte sie als Background-Sängerin der finnischen Rapperin Sini Sabotage. Im März 2016 unterschrieb Alma ihren ersten Plattenvertrag bei Universal Music und im Juni erschien ihre erste Single Karma. Mit Felix Jaehn produzierte sie 2016 den Song Bonfire, der fünf Wochen lang Platz drei in den deutschen Charts erreichte. Komponiert wurde der Song von Joe Walter, Mitglied der deutschen Band Jennifer Rostock. Am 28. Oktober 2016 veröffentlichte sie die Dye My Hair EP mit zwei neuen Songs. Am 24. März erschien ihre dritte Single Chasing Highs. Dye My Hair und Chasing Highs wurden in Deutschland beide bei über 200.000 verkauften Einheiten mit Gold ausgezeichnet, in Großbritannien wurde Chasing Highs ebenfalls mit Gold ausgezeichnet. Im Juni 2017 erschien die Single All Stars, die der DJ Martin Solveig mit ihr aufnahm. Zusammen mit French Montana nahm sie ihre 2017 veröffentlichte Single Phases auf. Die britische Sängerin Charli XCX nahm mit ihr und der schwedischen Sängerin Tove Lo den Song Out of My Head auf, welcher als Single aus XCX’s Mixtape Pop2 erschienen ist.
Am 2. März 2018 erschien das Mixtape Heavy Rules Mixtape mit insgesamt sechs Liedern. Alma hat sich hierfür Unterstützung von der dänischen Singer-Songwriterin MØ (Dance For Me), der schwedischen Singer-Songwriterin Tove Styrke (Good Vibes) sowie Kiiara (Chit Chat), eine Sängerin und Songwriterin aus den USA, gesucht. Alma verkündete am 3. März 2018, dass sie in Europa und in den USA auf Tour gehen wird. Die Tour startete am 23. April in Chicago, Illinois, USA. Sie hatte einen Gastbeitrag bei einem Remix von Tove Los Song Bitches, den sie neben Lo und Charli XCX auch mit Icona Pop und Elliphant aufnahm.
Alma lebt offen homosexuell. 2019 widmete sie ihrer Lebensgefährtin den Song Summer.
Im Mai 2020 wurde ihr erstes Studioalbum Have You Seen Her? veröffentlicht.

## Diskografie

### Studioalben
| Jahr | Titel Musiklabel     | Höchstplatzierung, Gesamtwochen, AuszeichnungChartplatzierungen (Jahr, Titel, Musiklabel, Platzierungen, Wochen, Auszeichnungen, Anmerkungen) | Höchstplatzierung, Gesamtwochen, AuszeichnungChartplatzierungen (Jahr, Titel, Musiklabel, Platzierungen, Wochen, Auszeichnungen, Anmerkungen) | Höchstplatzierung, Gesamtwochen, AuszeichnungChartplatzierungen (Jahr, Titel, Musiklabel, Platzierungen, Wochen, Auszeichnungen, Anmerkungen) | Höchstplatzierung, Gesamtwochen, AuszeichnungChartplatzierungen (Jahr, Titel, Musiklabel, Platzierungen, Wochen, Auszeichnungen, Anmerkungen) | Höchstplatzierung, Gesamtwochen, AuszeichnungChartplatzierungen (Jahr, Titel, Musiklabel, Platzierungen, Wochen, Auszeichnungen, Anmerkungen) | Anmerkungen                          |
| Jahr | Titel Musiklabel     | DE | AT | CH | UK | FI | Anmerkungen                          |
| ---- | -------------------- | --- | --- | --- | --- | --- | ------------------------------------ |
| 2020 | Have U Seen Her? PME | — | — | — | — | FI1 (6 Wo.)FI | Erstveröffentlichung: 15. Mai 2020   |
| 2023 | Time Machine PME     | — | — | — | — | FI10 (2 Wo.)FI | Erstveröffentlichung: 21. April 2023 |

### Mixtapes
| Jahr | Titel Musiklabel        | Höchstplatzierung, Gesamtwochen, AuszeichnungChartplatzierungen (Jahr, Titel, Musiklabel, Platzierungen, Wochen, Auszeichnungen, Anmerkungen) | Höchstplatzierung, Gesamtwochen, AuszeichnungChartplatzierungen (Jahr, Titel, Musiklabel, Platzierungen, Wochen, Auszeichnungen, Anmerkungen) | Höchstplatzierung, Gesamtwochen, AuszeichnungChartplatzierungen (Jahr, Titel, Musiklabel, Platzierungen, Wochen, Auszeichnungen, Anmerkungen) | Höchstplatzierung, Gesamtwochen, AuszeichnungChartplatzierungen (Jahr, Titel, Musiklabel, Platzierungen, Wochen, Auszeichnungen, Anmerkungen) | Höchstplatzierung, Gesamtwochen, AuszeichnungChartplatzierungen (Jahr, Titel, Musiklabel, Platzierungen, Wochen, Auszeichnungen, Anmerkungen) | Anmerkungen                        |
| Jahr | Titel Musiklabel        | DE | AT | CH | UK | FI | Anmerkungen                        |
| ---- | ----------------------- | --- | --- | --- | --- | --- | ---------------------------------- |
| 2018 | Heavy Rules Mixtape PME | — | — | — | — | FI9 (5 Wo.)FI | Erstveröffentlichung: 2. März 2018 |

### EPs
| Jahr | Titel Musiklabel                        | Anmerkungen                            |
| ---- | --------------------------------------- | -------------------------------------- |
| 2016 | Dye My Hair PME • Polydor               | Erstveröffentlichung: 28. Oktober 2016 |
| 2019 | Have U Seen Her? (Part 1) PME • Polydor | Erstveröffentlichung: 1. November 2019 |
| 2020 | Have U Seen Her? (Part 2) PME • Polydor | Erstveröffentlichung: 13. März 2020    |

### Singles als Leadmusikerin
| Jahr | Titel Album                             | Höchstplatzierung, Gesamtwochen, AuszeichnungChartplatzierungen (Jahr, Titel, Album, Platzierungen, Wochen, Auszeichnungen, Anmerkungen) | Höchstplatzierung, Gesamtwochen, AuszeichnungChartplatzierungen (Jahr, Titel, Album, Platzierungen, Wochen, Auszeichnungen, Anmerkungen) | Höchstplatzierung, Gesamtwochen, AuszeichnungChartplatzierungen (Jahr, Titel, Album, Platzierungen, Wochen, Auszeichnungen, Anmerkungen) | Höchstplatzierung, Gesamtwochen, AuszeichnungChartplatzierungen (Jahr, Titel, Album, Platzierungen, Wochen, Auszeichnungen, Anmerkungen) | Höchstplatzierung, Gesamtwochen, AuszeichnungChartplatzierungen (Jahr, Titel, Album, Platzierungen, Wochen, Auszeichnungen, Anmerkungen) | Anmerkungen                                                                     |
| Jahr | Titel Album                             | DE | AT | CH | UK | FI | Anmerkungen                                                                     |
| ---- | --------------------------------------- | --- | --- | --- | --- | --- | ------------------------------------------------------------------------------- |
| 2016 | Karma Dye My Hair                       | — | — | — | — | FI5 (11 Wo.)FI | Erstveröffentlichung: 3. Juni 2016                                              |
| 2016 | Dye My Hair                             | DE25 Gold · (17 Wo.)DE | AT26 (10 Wo.)AT | — | — | FI8 (5 Wo.)FI | Erstveröffentlichung: 28. Oktober 2016 Verkäufe: + 245.000                      |
| 2017 | Chasing Highs –                         | DE17 Gold · (21 Wo.)DE | AT22 (17 Wo.)AT | CH43 (15 Wo.)CH | UK18 Platin · (18 Wo.)UK | FI10 (5 Wo.)FI | Erstveröffentlichung: 23. März 2017 Verkäufe: + 800.000                         |
| 2017 | Phases –                                | — | — | CH97 (1 Wo.)CH | UK88 (3 Wo.)UK | FI14 (2 Wo.)FI | Erstveröffentlichung: 22. September 2017 mit French Montana                     |
| 2018 | Cowboy –                                | — | — | — | — | FI9 (2 Wo.)FI | Erstveröffentlichung: 10. Oktober 2018                                          |
| 2019 | When I Die –                            | — | — | — | — | FI20 (1 Wo.)FI | Erstveröffentlichung: 1. Februar 2019                                           |
| 2019 | Summer –                                | — | — | — | — | — | Erstveröffentlichung: 15. Februar 2019                                          |
| 2019 | Starlight Moominvalley (O.S.T.)         | — | — | — | — | — | Erstveröffentlichung: 22. Februar 2019                                          |
| 2019 | Lonely Night –                          | — | — | — | — | — | Erstveröffentlichung: 21. Juni 2019                                             |
| 2019 | How It’s Done Charlie’s Angels (O.S.T.) | — | — | — | — | — | Erstveröffentlichung: 11. Oktober 2019 mit Kash Doll, Kim Petras & Stefflon Don |
| 2019 | Bad News Baby Have You Seen Her?        | — | — | — | — | — | Erstveröffentlichung: 22. November 2019                                         |
| 2020 | LA Money Have You Seen Her?             | — | — | — | — | — | Erstveröffentlichung: 11. Juni 2020                                             |
| 2020 | Stay All Night Have You Seen Her?       | — | — | — | — | — | Erstveröffentlichung: 18. Juni 2020                                             |
| 2022 | Everything Beautiful Time Machine       | — | — | — | — | — | Erstveröffentlichung: 1. Juli 2022                                              |
| 2022 | I Forgive Me Time Machine               | — | — | — | — | — | Erstveröffentlichung: 12. August 2022                                           |
| 2022 | Summer Really Hurt Us Time Machine      | — | — | — | — | — | Erstveröffentlichung: 23. September 2022                                        |
| 2023 | Hey Mom Hey Dad Time Machine            | — | — | — | — | — | Erstveröffentlichung: 20. Januar 2023                                           |
| 2023 | Tell Mama Time Machine                  | — | — | — | — | — | Erstveröffentlichung: 31. März 2023                                             |

### Singles als Gastmusikerin
| Jahr | Titel Album                    | Höchstplatzierung, Gesamtwochen, AuszeichnungChartplatzierungen (Jahr, Titel, Album, Platzierungen, Wochen, Auszeichnungen, Anmerkungen) | Höchstplatzierung, Gesamtwochen, AuszeichnungChartplatzierungen (Jahr, Titel, Album, Platzierungen, Wochen, Auszeichnungen, Anmerkungen) | Höchstplatzierung, Gesamtwochen, AuszeichnungChartplatzierungen (Jahr, Titel, Album, Platzierungen, Wochen, Auszeichnungen, Anmerkungen) | Höchstplatzierung, Gesamtwochen, AuszeichnungChartplatzierungen (Jahr, Titel, Album, Platzierungen, Wochen, Auszeichnungen, Anmerkungen) | Höchstplatzierung, Gesamtwochen, AuszeichnungChartplatzierungen (Jahr, Titel, Album, Platzierungen, Wochen, Auszeichnungen, Anmerkungen) | Anmerkungen                                                                              |
| Jahr | Titel Album                    | DE | AT | CH | UK | FI | Anmerkungen                                                                              |
| ---- | ------------------------------ | --- | --- | --- | --- | --- | ---------------------------------------------------------------------------------------- |
| 2016 | Bonfire I                      | DE3 ×3Dreifachgold · (29 Wo.)DE | AT9 Platin · (23 Wo.)AT | CH39 (19 Wo.)CH | — | FI14 (7 Wo.)FI | Erstveröffentlichung: 15. Juli 2016 Verkäufe: + 630.000; Felix Jaehn feat. Alma          |
| 2017 | Don’t You Feel It –            | — | — | — | — | — | Erstveröffentlichung: 16. Juni 2017 Sub Focus feat. Alma                                 |
| 2017 | All Stars –                    | DE33 Gold · (19 Wo.)DE | AT24 (15 Wo.)AT | CH94 (8 Wo.)CH | UK83 Silber · (2 Wo.)UK | — | Erstveröffentlichung: 16. Juni 2017 Verkäufe: + 778.333; Martin Solveig feat. Alma       |
| 2017 | Out of My Head Pop 2           | — | — | — | — | — | Erstveröffentlichung: 8. Dezember 2017 Charli XCX feat. Tove Lo & Alma                   |
| 2018 | Bitches Blue Lips              | — | — | — | — | — | Erstveröffentlichung: 7. Juni 2018 Tove Lo feat. Alma, Charli XCX, Elliphant & Icona Pop |
| 2018 | Black Car –                    | — | — | — | — | — | Erstveröffentlichung: 15. Juni 2018 Miriam Bryant feat. Alma                             |
| 2019 | Bad as the Boys Sunshine Kitty | — | — | — | — | — | Erstveröffentlichung: 2. August 2019 Tove Lo feat. Alma                                  |
| 2020 | Home Sweet Home –              | — | — | — | — | — | Erstveröffentlichung: 13. November 2020 Sam Feldt feat. Alma & Digital Farm Animals      |
| 2021 | Stop Talkin –                  | — | — | — | — | — | Erstveröffentlichung: 13. August 2021 Valentino Khan feat. Alma                          |

## Auszeichnungen für Musikverkäufe
| Silberne Schallplatte - Vereinigtes Königreich - 2019: für die Autorenbeteiligung Don’t Call Me Angel (Ariana Grande, Miley Cyrus & Lana Del Rey) - 2020: für die Autorenbeteiligung Mother’s Daughter (Miley Cyrus) - 2020: für die Autorenbeteiligung Slide Away (Miley Cyrus) Goldene Schallplatte - Belgien - 2017: für die Single All Stars - Dänemark - 2018: für die Single Dye My Hair - 2021: für die Autorenbeteiligung Slide Away (Miley Cyrus) - Italien - 2018: für die Single All Stars - Kanada - 2019: für die Autorenbeteiligung Don’t Call Me Angel (Ariana Grande, Miley Cyrus & Lana Del Rey) - 2019: für die Autorenbeteiligung Slide Away (Miley Cyrus) - Mexiko - 2023: für die Autorenbeteiligung Slide Away (Miley Cyrus) - Neuseeland - 2019: für die Autorenbeteiligung Slide Away (Miley Cyrus) - Norwegen - 2020: für die Autorenbeteiligung Don’t Call Me Angel (Ariana Grande, Miley Cyrus & Lana Del Rey) - 2020: für die Autorenbeteiligung Slide Away (Miley Cyrus) - Polen - 2022: für die Autorenbeteiligung Slide Away (Miley Cyrus) - Portugal - 2020: für die Single Don’t Call Me Angel | Platin-Schallplatte - Australien - 2024: für die Autorenbeteiligung Don’t Call Me Angel (Ariana Grande, Miley Cyrus & Lana Del Rey) - Brasilien - 2020: für die Autorenbeteiligung Don’t Call Me Angel (Ariana Grande, Miley Cyrus & Lana Del Rey) - Kanada - 2019: für die Autorenbeteiligung Mother’s Daughter (Miley Cyrus) - Polen - 2020: für die Autorenbeteiligung Don’t Call Me Angel (Ariana Grande, Miley Cyrus & Lana Del Rey) 2× Platin-Schallplatte - Australien - 2023: für die Autorenbeteiligung Mother’s Daughter (Miley Cyrus) - Brasilien - 2023: für die Autorenbeteiligung Slide Away (Miley Cyrus) 3× Platin-Schallplatte - Australien - 2023: für die Autorenbeteiligung Slide Away (Miley Cyrus) - Brasilien - 2023: für die Autorenbeteiligung Mother’s Daughter (Miley Cyrus) - Polen - 2020: für die Autorenbeteiligung Mother’s Daughter (Miley Cyrus) Diamantene Schallplatte - Brasilien - 2023: für die Autorenbeteiligung Don’t Call Me Angel (Ariana Grande, Miley Cyrus & Lana Del Rey) - Frankreich - 2020: für die Single All Stars |

Anmerkung: Auszeichnungen in Ländern aus den Charttabellen bzw. Chartboxen sind in ebendiesen zu finden.
| Land/RegionAuszeichnungen für Musikverkäufe (Land/Region, Auszeichnungen, Verkäufe, Quellen) | Silber     | Gold       | Platin       | Diamant     | Verkäufe  | Quellen                   |
| -------------------------------------------------------------------------------------------- | ---------- | ---------- | ------------ | ----------- | --------- | ------------------------- |
| Australien (ARIA)                                                                            | —          | —          | 6× Platin6   | —           | 420.000   | aria.com.au               |
| Belgien (BRMA)                                                                               | —          | Gold1      | —            | —           | 15.000    | ultratop.be               |
| Brasilien (PMB)                                                                              | —          | —          | 6× Platin6   | Diamant1    | 400.000   | pro-musicabr.org.br       |
| Dänemark (IFPI)                                                                              | —          | 2× Gold2   | —            | —           | 90.000    | ifpi.dk                   |
| Deutschland (BVMI)                                                                           | —          | 4× Gold4   | Platin1      | —           | 1.200.000 | musikindustrie.de         |
| Frankreich (SNEP)                                                                            | —          | —          | —            | Diamant1    | 333.333   | snepmusique.com           |
| Italien (FIMI)                                                                               | —          | Gold1      | —            | —           | 25.000    | fimi.it                   |
| Kanada (MC)                                                                                  | —          | 2× Gold2   | Platin1      | —           | 160.000   | musiccanada.com           |
| Mexiko (AMPROFON)                                                                            | —          | Gold1      | —            | —           | 30.000    | amprofon.com.mx           |
| Neuseeland (RMNZ)                                                                            | —          | Gold1      | —            | —           | 15.000    | aotearoamusiccharts.co.nz |
| Norwegen (IFPI)                                                                              | —          | 2× Gold2   | —            | —           | 60.000    | ifpi.no                   |
| Österreich (IFPI)                                                                            | —          | —          | Platin1      | —           | 30.000    | ifpi.at                   |
| Polen (ZPAV)                                                                                 | —          | Gold1      | 4× Platin4   | —           | 105.000   | olis.pl                   |
| Portugal (AFP)                                                                               | —          | Gold1      | —            | —           | 5.000     | Einzelnachweise           |
| Vereinigtes Königreich (BPI)                                                                 | 4× Silber4 | —          | Platin1      | —           | 1.400.000 | bpi.co.uk                 |
| Insgesamt                                                                                    | 4× Silber4 | 16× Gold16 | 20× Platin20 | 2× Diamant2 |           |                           |